# Leichtathletik-Europameisterschaften 1978/400 m der Frauen

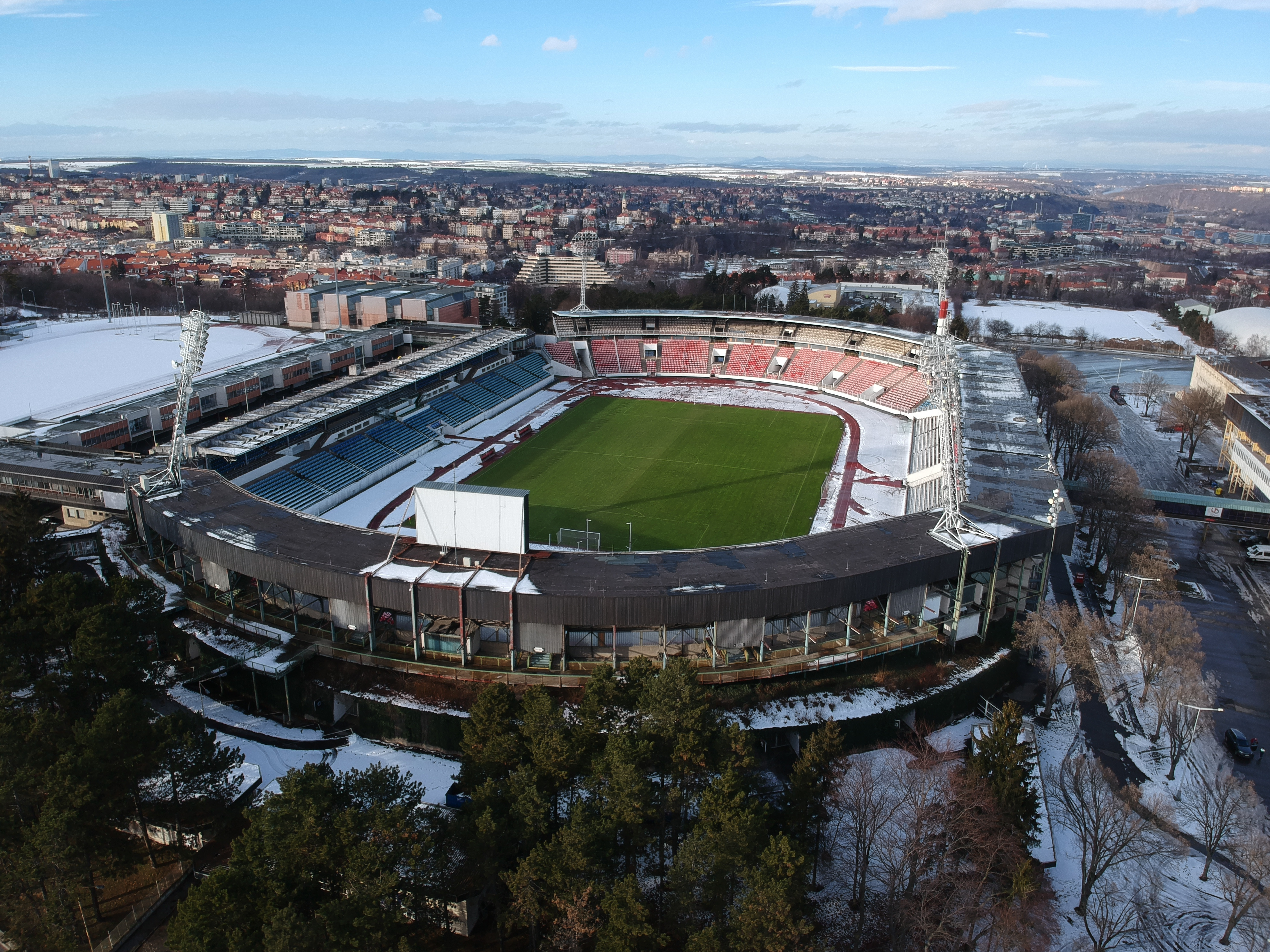
Das Stadion Evžena Rošického von Prag im Jahr 2009

Der 400-Meter-Lauf der Frauen bei den Leichtathletik-Europameisterschaften 1978 wurde vom 29. bis 30. August 1978 im Stadion Evžena Rošického von Prag ausgetragen.
In diesem Wettbewerb gab es einen Doppelsieg für die Läuferinnen aus der DDR. Europameisterin wurde Marita Koch, die im Finale ihren eigenen Weltrekord verbesserte und dabei als erste Athletin auf dieser Strecke die Marke von 49 Sekunden unterbot. Silber errang die Olympiazweite von 1976 Christina Brehmer, spätere Christina Lathan. Die polnische Olympiasiegerin von 1976 und vielfache Medaillengewinnerin bei Olympischen Spielen und Europameisterschaften über 100 und 200 Meter sowie im Weitsprung Irena Szewińska gewann die Bronzemedaille.

## Rekorde

### Bestehende Rekorde
| Weltrekord           | 49,03 s | Marita Koch  | Potsdam, DDR (heute Deutschland) | 19. August 1978   |
| Europarekord         | 49,03 s | Marita Koch  | Potsdam, DDR (heute Deutschland) | 19. August 1978   |
| Meisterschaftsrekord | 51,14 s | Riitta Salin | EM Rom, Italien                  | 4. September 1974 |

### Rekordverbesserungen
Der bestehende EM-Rekord wurde verbessert und gleichzeitig gab es einen neuen Weltrekord.
- Meisterschaftsrekord: 48,94 s – Marita Koch (DDR), Finale am 31. August
- Weltrekord: 48,94 s – Marita Koch (DDR), Finale am 31. August

Marita Koch blieb damit als erste Läuferin unter 49 Sekunden.

## Legende
Kurze Übersicht zur Bedeutung der Symbolik – so üblicherweise auch in sonstigen Veröffentlichungen verwendet:
| WR | Weltrekord |

## Vorrunde
29. August 1978
Die Vorrunde wurde in vier Läufen durchgeführt. Die ersten drei Athletinnen pro Lauf – hellblau unterlegt – sowie die darüber vier zeitschnellsten Läuferinnen – hellgrün unterlegt – qualifizierten sich für das Halbfinale.

### Vorlauf 1
| Platz | Name                 | Nation     | Zeit (s) |
| ----- | -------------------- | ---------- | -------- |
| 1     | Marita Koch          | DDR        | 52,95    |
| 2     | Irena Szewińska      | Polen      | 53,14    |
| 3     | Ilona Pál            | Ungarn     | 53,42    |
| 4     | Patricia Darbonville | Frankreich | 53,50    |
| 5     | Rosine Wallez        | Belgien    | 53,99    |
| 6     | Anne Aren            | Schweden   | 54,37    |

### Vorlauf 2
| Platz | Name                  | Nation           | Zeit (s) |
| ----- | --------------------- | ---------------- | -------- |
| 1     | Christiane Marquardt  | DDR              | 52,12    |
| 2     | Joslyn Hoyte          | Großbritannien   | 52,29    |
| 3     | Gaby Bußmann          | BR Deutschland   | 52,92    |
| 4     | Jarmila Kratochvílová | Tschechoslowakei | 53,33    |
| 5     | Marina Sidorowa       | Sowjetunion      | 53,72    |
| 6     | Yvonne Hannus         | Finnland         | 53,98    |
| 7     | Ibolya Petrika        | Ungarn           | 54,01    |

### Vorlauf 3
| Platz | Name                 | Nation         | Zeit (s) |
| ----- | -------------------- | -------------- | -------- |
| 1     | Christina Brehmer    | DDR            | 51,71    |
| 2     | Verona Elder         | Großbritannien | 52,64    |
| 3     | Pirjo Häggman        | Finnland       | 52,68    |
| 4     | Elke Decker          | BR Deutschland | 52,97    |
| 5     | Catherine Delachanal | Frankreich     | 53,81    |
| 6     | Truus van Amstel     | Niederlande    | 54,37    |

### Vorlauf 4
| Platz | Name                | Nation           | Zeit (s) |
| ----- | ------------------- | ---------------- | -------- |
| 1     | Marija Kultschunowa | Sowjetunion      | 51,55    |
| 2     | Dagmar Fuhrmann     | BR Deutschland   | 53,45    |
| 3     | Donna Hartley       | Großbritannien   | 53,61    |
| 4     | Silvia Schinzel     | Österreich       | 53,80    |
| 5     | Rozalia Halmosi     | Ungarn           | 53,93    |
| 6     | Eva Rakova          | Tschechoslowakei | 54,00    |

## Halbfinale
30. August 1978
In den beiden Halbfinalläufen qualifizierten sich die jeweils ersten vier Athletinnen – hellblau unterlegt – für das Finale.

### Lauf 1
| Platz | Name                  | Nation           | Zeit (s) |
| ----- | --------------------- | ---------------- | -------- |
| 1     | Marita Koch           | DDR              | 51,76    |
| 2     | Marija Kultschunowa   | Sowjetunion      | 51,88    |
| 3     | Donna Hartley         | Großbritannien   | 52,14    |
| 4     | Pirjo Häggman         | Finnland         | 52,24    |
| 5     | Elke Decker           | BR Deutschland   | 52,92    |
| 6     | Joslyn Hoyte          | Großbritannien   | 52,95    |
| 7     | Jarmila Kratochvílová | Tschechoslowakei | 53,93    |
| 8     | Patricia Darbonville  | Frankreich       | 54,47    |

### Lauf 2
| Platz | Name                 | Nation         | Zeit (s) |
| ----- | -------------------- | -------------- | -------- |
| 1     | Christina Brehmer    | DDR            | 52,01    |
| 2     | Christiane Marquardt | DDR            | 52,29    |
| 3     | Irena Szewińska      | Polen          | 52,37    |
| 4     | Verona Elder         | Großbritannien | 52,65    |
| 5     | Gaby Bußmann         | BR Deutschland | 52,66    |
| 6     | Dagmar Fuhrmann      | BR Deutschland | 53,23    |
| 7     | Ilona Pál            | Ungarn         | 53,50    |
| 8     | Marina Sidorowa      | Sowjetunion    | 54,08    |

## Finale
31. August 1978
| Platz | Name                 | Nation         | Zeit (s) |
| ----- | -------------------- | -------------- | -------- |
| 1     | Marita Koch          | DDR            | 48,94 WR |
| 2     | Christina Brehmer    | DDR            | 50,38    |
| 3     | Irena Szewińska      | Polen          | 50,40    |
| 4     | Marija Kultschunowa  | Sowjetunion    | 51,25    |
| 5     | Christiane Marquardt | DDR            | 51,99    |
| 6     | Donna Hartley        | Großbritannien | 52,31    |
| 7     | Pirjo Häggman        | Finnland       | 52,64    |
| 8     | Verona Elder         | Großbritannien | 52,73    |

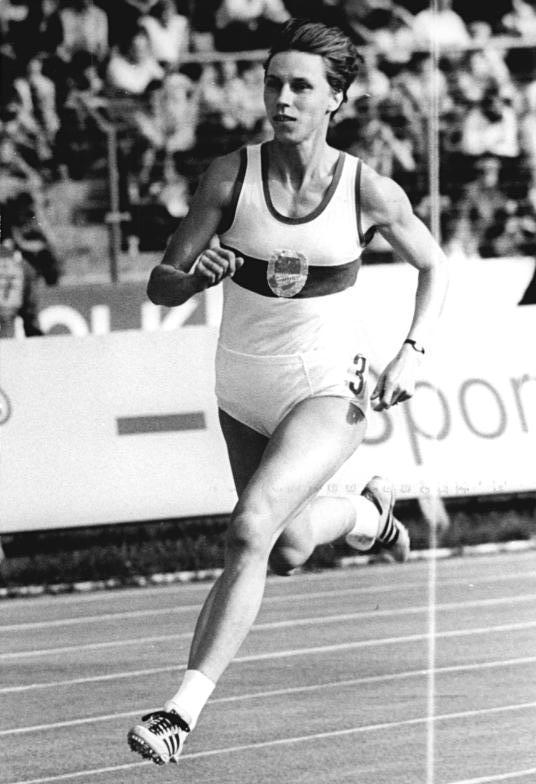
Europameisterin Marita Koch errang ihren ersten großen Titel, dem bei Welt- und Europameisterschaften sowie Olympischen Spielen viele weitere folgen sollten

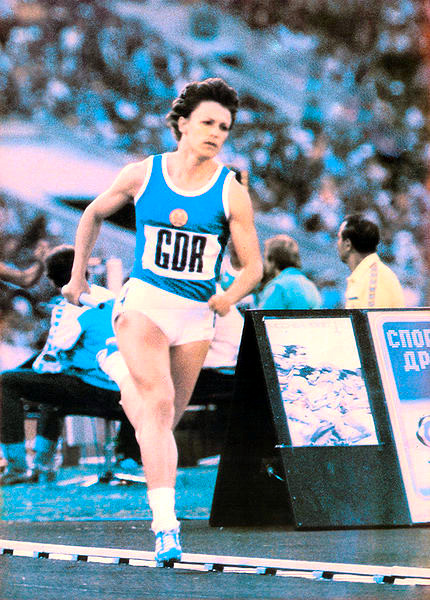
Die Olympiazweite von 1976 Christina Brehmer gewann die Silbermedaille, drei Tage darauf gab es Gold in der Staffel – später errang sie noch viele Erfolge
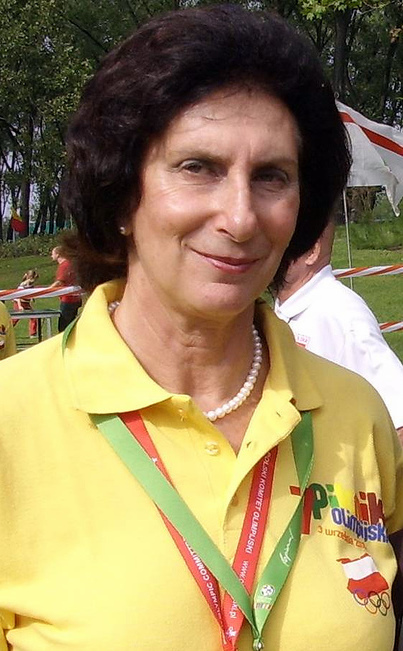
Mit Bronze gab es noch einmal eine Medaille für die überaus erfolgreiche Irena Szewińska (hier im Jahr 2007) – 1964 hatte sie ihre erste olympische Goldmedaille gewonnen, viele weitere folgten bei Europameisterschaften und Olympischen Spielen